# アブドゥルキリム・アバソフ

アブドゥルキリム・アバソフ

アブドゥルキリム・アバソフ（1921年 - 1949年8月）は、ウイグル人の革命家。第二次東トルキスタン共和国の政治的軍事的指導者。

## 略歴
キルギスのカラコル生まれ。1926年にグルジャに移住した。
1945年11月～1947年2月、東トルキスタン人民革命党の執行委員会議長。同党は地下組織であり、中国国民党に反対し、全連邦共産党（ボリシェヴィキ）と中国共産党側に立つことを宣言した。
1947年2月、東トルキスタン人民革命党は、新疆共産主義者同盟と連合し、アバソフは、東トルキスタン人民革命党中央委員会議長となった。
1948年8月、東トルキスタン人民革命党が解散され、党員は、クリジで創設された新疆平和・民主主義擁護同盟に移った。
1949年、中共政府との交渉のために、飛行機でアルマ・アタ経由で北京に向かった。その後については諸説がある。新華社の公式情報によれば、8月25日、アバソフ等を乗せた飛行機は、イルクーツク近郊で墜落したとされる。別説によれば、8月27日、モスクワ、ルビャンカで殺害されたともいう。